# Polska Organizacja Handlu i Dystrybucji
Polska Organizacja Handlu i Dystrybucji (POHiD) – polska organizacja pracodawców zrzeszającym duże firmy detaliczne i dystrybucyjne.
POHID zrzesza przedsiębiorstwa posiadające sklepy detaliczne o łącznej powierzchni sprzedaży minimum 2000 m².